# Philautus kempii
Philautus kempii (no confongueu amb Philautus kempiae) és una espècie de granota de la família Rhacophoridae. Habita a Arunachal Pradesh, al nord-est de l'Índia, així com en l'extrem oriental del Tibet. Probablement habita al bosc humit tropical, però no se sap res sobre els seus hàbitats i la biologia.
Se sap molt poc se sap sobre aquesta espècie i la seva validesa taxonòmica és incerta. Hi ha confusió pel que fa a la validesa taxonòmica d'aquesta espècie. La UICN es basa en Delorme et al. (2006) per a classificar aquesta espècie en el gènere Philautus, després del seu examen de l'espècimen tipus.